# فینال جام ملت‌های آسیا ۱۹۸۴
فینال جام ملت‌های آسیا ۱۹۸۴ یک مسابقه فوتبال بود که قهرمان جام ملت‌های آسیا ۱۹۸۴و هشتمین دوره جام ملت‌های آسیا را، مشخص کرد.   این دیدار با پیروزی ۲ بر ۰ عربستان سعودی در برابر چین بود .

## زمینه
ورزشگاه ملی سابق، سنگاپور در کالنگ ، سنگاپور قرار داشت و میزبان فینال جام ملت‌های آسیا ۱۹۸۴ در سال ۱۹۸۴ بود. این ورزشگاه ۵۵۰۰۰ ظرفیتی در سال ۱۹۷۳ افتتاح شد و در سال ۲۰۰۷ بسته شد. این ورزشگاه از سال ۲۰۱۱ تا ۲۰۱۰ تخریب شد و ورزشگاه ملی سنگاپور جایگزین آن شد. این تنها ورزشگاهی بود که برای میزبانی جام ملت‌های آسیا ۱۹۸۴ استفاده می شد. تمامی مسابقات در این ورزشگاه برگزار شد.

## مسابقه
| عربستان سعودی                       | ۲–۰ | چین |
| ----------------------------------- | --- | --- |
| شایع النفیسه ۱۰' · ماجد عبدالله ۴۶' |     |     |